# Winsloe South (Île-du-Prince-Édouard)
Winsloe South est un village dans le comté de Queens sur l'Île-du-Prince-Édouard, au Canada, au nord-ouest de Charlottetown.

## Démographie
| 2001 | 2006 | 2011 | 2016 |
| ---- | ---- | ---- | ---- |
| 240  | 198  | 221  | 224  |